# IC 2690
IC 2690 је спирална галаксија у сазвјежђу Лав која се налази на листи објеката дубоког неба у Индекс каталогу.
Деклинација објекта је + 12° 57' 38" а ректасцензија 11h 17m 19,5s. Привидна величина (магнитуда) објекта IC 2690 износи 15,4 а фотографска магнитуда 16,2.